# Nissa Sport Club 1985-1986
Questa pagina raccoglie le informazioni riguardanti la Nissa Sport Club nelle competizioni ufficiali della stagione 1985-1986.

## Rosa
| N. |                   | Ruolo | Calciatore        |
| -- | ----------------- | ----- | ----------------- |
|    | Italia (bandiera) | D     | Pietro Adelfio    |
|    | Italia (bandiera) | D     | Sebastiano Artale |
|    | Italia (bandiera) | D     | Nicola Aurisano   |
|    | Italia (bandiera) |       | Baratto           |
|    | Italia (bandiera) | C     | Antonino Bosco    |
|    | Italia (bandiera) | D     | Liborio Cammarata |
|    | Italia (bandiera) | C     | Giorgio Diana     |
|    | Italia (bandiera) | P     | Renato Di Prima   |
|    | Italia (bandiera) | C     | Andrea Dromi      |
|    | Italia (bandiera) | C     | Antonino Fazio    |
|    | Italia (bandiera) | C     | Lorenzo Federico  |
|    | Italia (bandiera) | C     | Salvatore Grillo  |

| N. |                   | Ruolo | Calciatore          |
| -- | ----------------- | ----- | ------------------- |
|    | Italia (bandiera) | A     | Matteo Ingrassia    |
|    | Italia (bandiera) | C     | Maurizio Lo Giudice |
|    | Italia (bandiera) | C     | Marco Losio         |
|    | Italia (bandiera) | C     | Marco Marino        |
|    | Italia (bandiera) | P     | Maurizio Mazza      |
|    | Italia (bandiera) | C     | Fabio Parenti       |
|    | Italia (bandiera) | D     | Antonino Praticò    |
|    | Italia (bandiera) | C     | Salvatore Tarantino |
|    | Italia (bandiera) | C     | Marco Tomaselli     |
|    | Italia (bandiera) | C     | Luigi Vizza         |
|    | Italia (bandiera) | A     | Salvatore Zappalà   |